# ارانتل
شهر ارانتل (به فرانسوی: Herentals) در شهرستان تورنو در استان آنتوئر در منطقه فلاندری در کشور بلژیک واقع شده‌است.

## نگارخانه

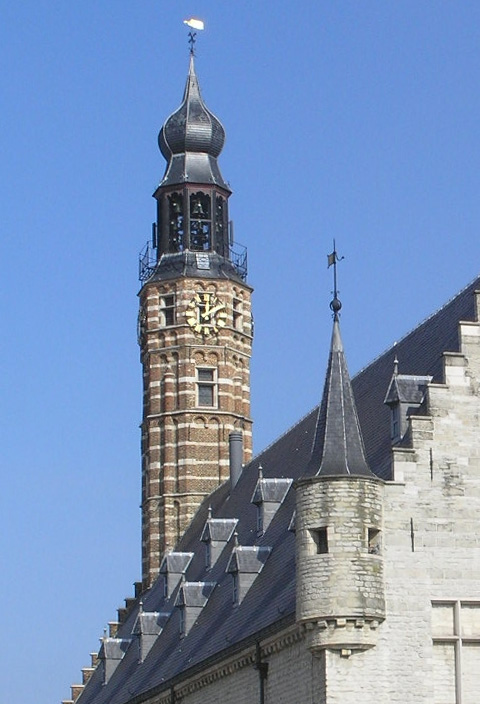
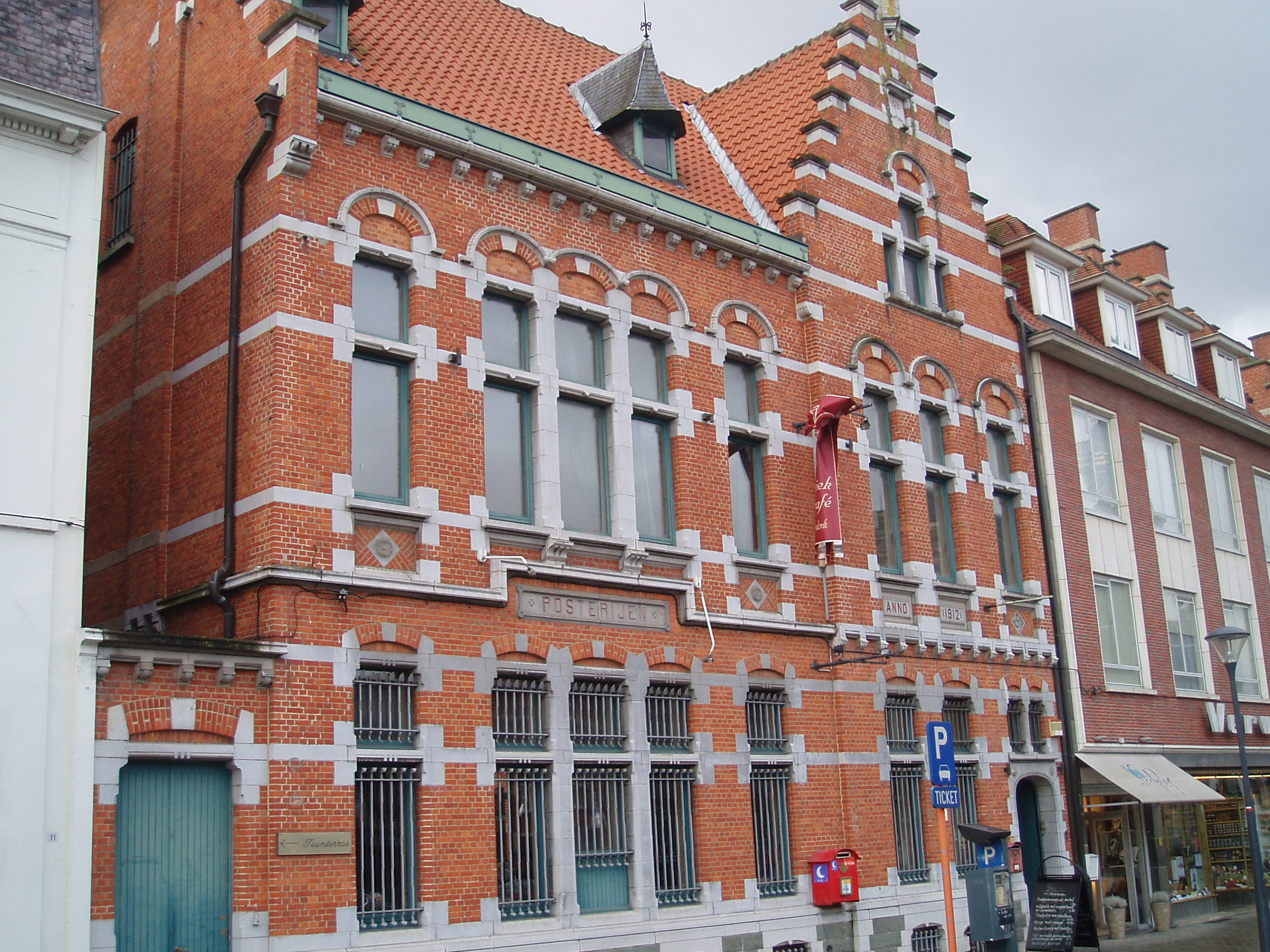
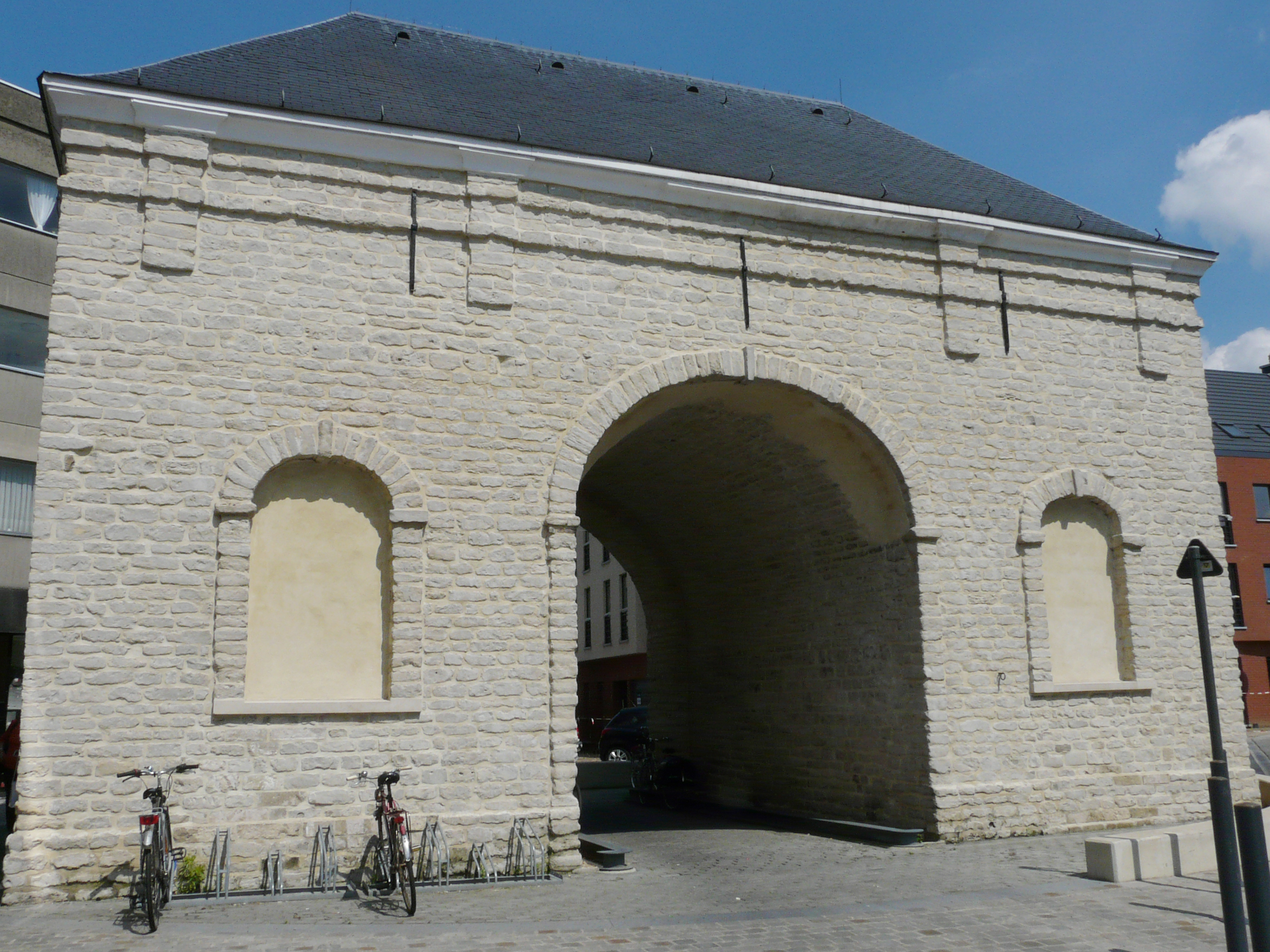
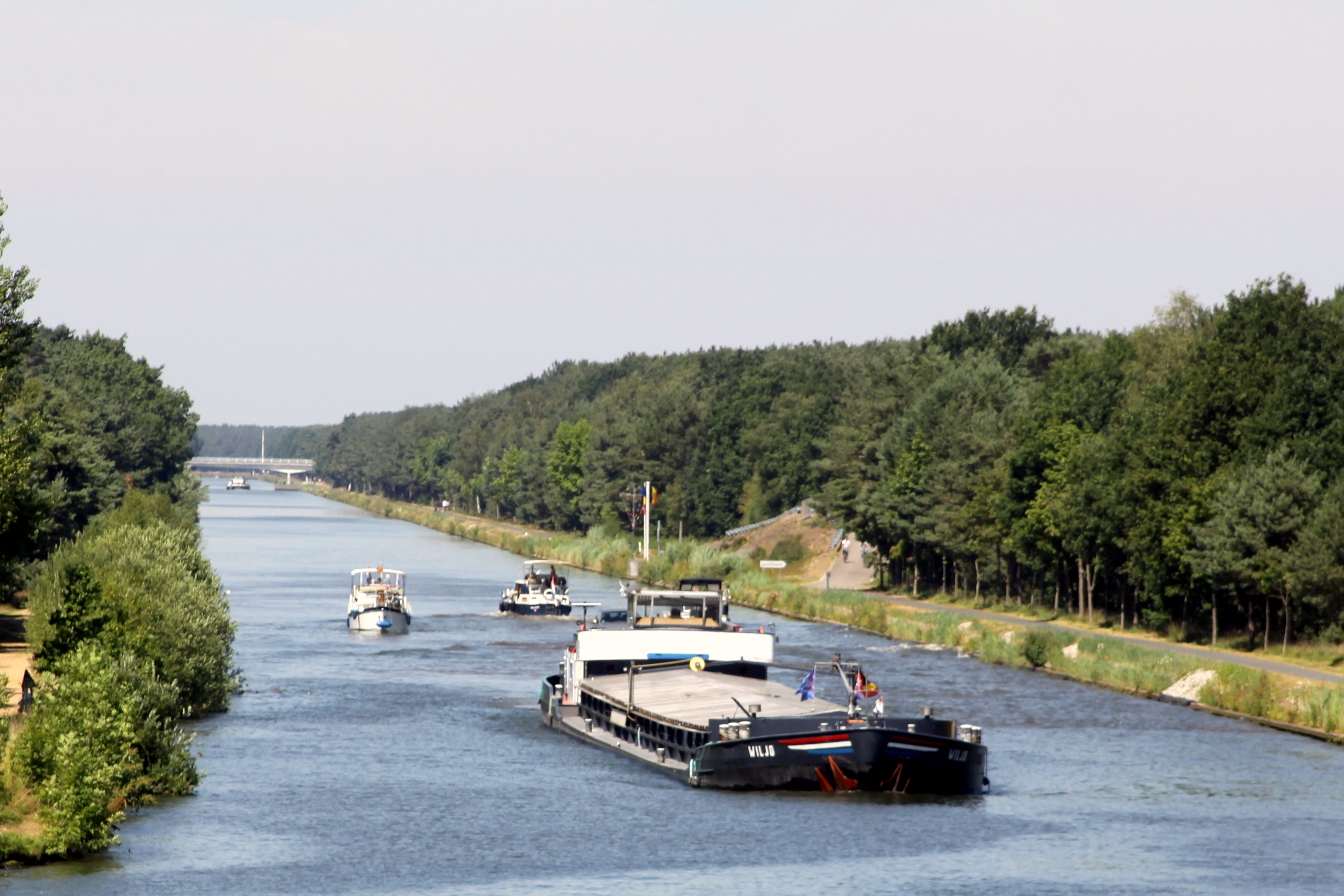